# Plesiadapidae
Plésiadapidés
Famille
Synonymes
- Platychoeropidae Lydekker, 1887

Genres de rang inférieur
- † Pronothodectes
- † Chiromyoides
- † Nannodectes
- † Plesiadapis
- † Platychoerops
- † Jattadectes

Les Plesiadapidae (Plésiadapidés en français, ce qui signifie « presque des Adapidae ») sont une famille fossile de mammifères Plesiadapiformes qui était liée aux primates du Paléocène et de l'Éocène ayant vécu en Amérique du Nord, en Europe et en Asie,. Ils étaient abondants à la fin du Paléocène et leurs fossiles sont souvent utilisés pour établir l'âge de faunes fossiles.

## Classification
La famille des Plesiadapidae est décrite en 1897 par le zoologiste français Édouard Louis Trouessart (1842-1927). 

### Synonymes
Selon Paleobiology Database en 2023, cette famille a un synonyme, décrit par le paléontologue britannique Richard Lydekker (1849-1915) :
- Platychoeropidae Lydekker, 1887[4].

### Fossiles
Selon Paleobiology Database en 2023, cette famille a 255 collections de fossiles, pour 340 occurrences :
- Éocène, deux collections de Belgique, une de Chine, huit de France, une du Pakistan, huit du Royaume-Uni, une des États-Unis, du Wyoming ;
- Paléocène à l'éocène, une de France
- Paléocène, dix-huit collections du Canada, en Alberta et au Saskatchewan, huit en France, une en Allemagne, 206 aux États-Unis, en Californie, Colorado, Montana, Dakota du Nord, Texas et Wyoming.

Ceci atteste la présence de cette famille depuis le Puercien du Paléocène inférieur au Wasatchien de l'Éocène inférieur, soit de 66 à 50,3 Ma avant notre ère.

### Historique
McKenna et Bell avaient reconnu deux sous-familles (Plesiadapinae et Saxonellinae) et un genre non attribué (Pandemonium) dans les Plesiadapidae. Plus récemment, Saxonella (le seul genre des Saxonellinae) et Pandemonium ont été exclus de la famille, ne laissant qu'une sous-famille Plesiadapinae redondante. Dans la famille, Pronothodectes est l'ancêtre probable de tous les autres genres, tandis que Plesiadapis est peut-être l'ancêtre direct à la fois de Chiromyoides et de Platychoerops.

## Culture populaire
Ce mammifère figure dans le roman Évolution écrit par Stephen Baxter.